# Rhein-Neckar járás
Rhein-Neckar járás egy járás Baden-Württembergben. Rhein-Neckar járás Mannheim, Heidelberg, Landkreis Bergstraße, Odenwald, Neckar-Odenwald, Heilbronn, Karlsruhe, Speyer és Rhein-Pfalz járásokkal határos. Lakosainak száma 547 625 fő (2018. december 31.).

## Népesség
A járás népessége az elmúlt években az alábbi módon változott:

| 2018 | 547 625 |